# Пырейник Гмелина
Пырейник Гмелина (лат. Elymus gmelinii) — вид травянистых растений рода Пырейник (Elymus) семейства Злаки (Poaceae).
Вид назван в честь немецко-русского ботаника Иоганна Георга Гмелина.

## Ботаническое описание

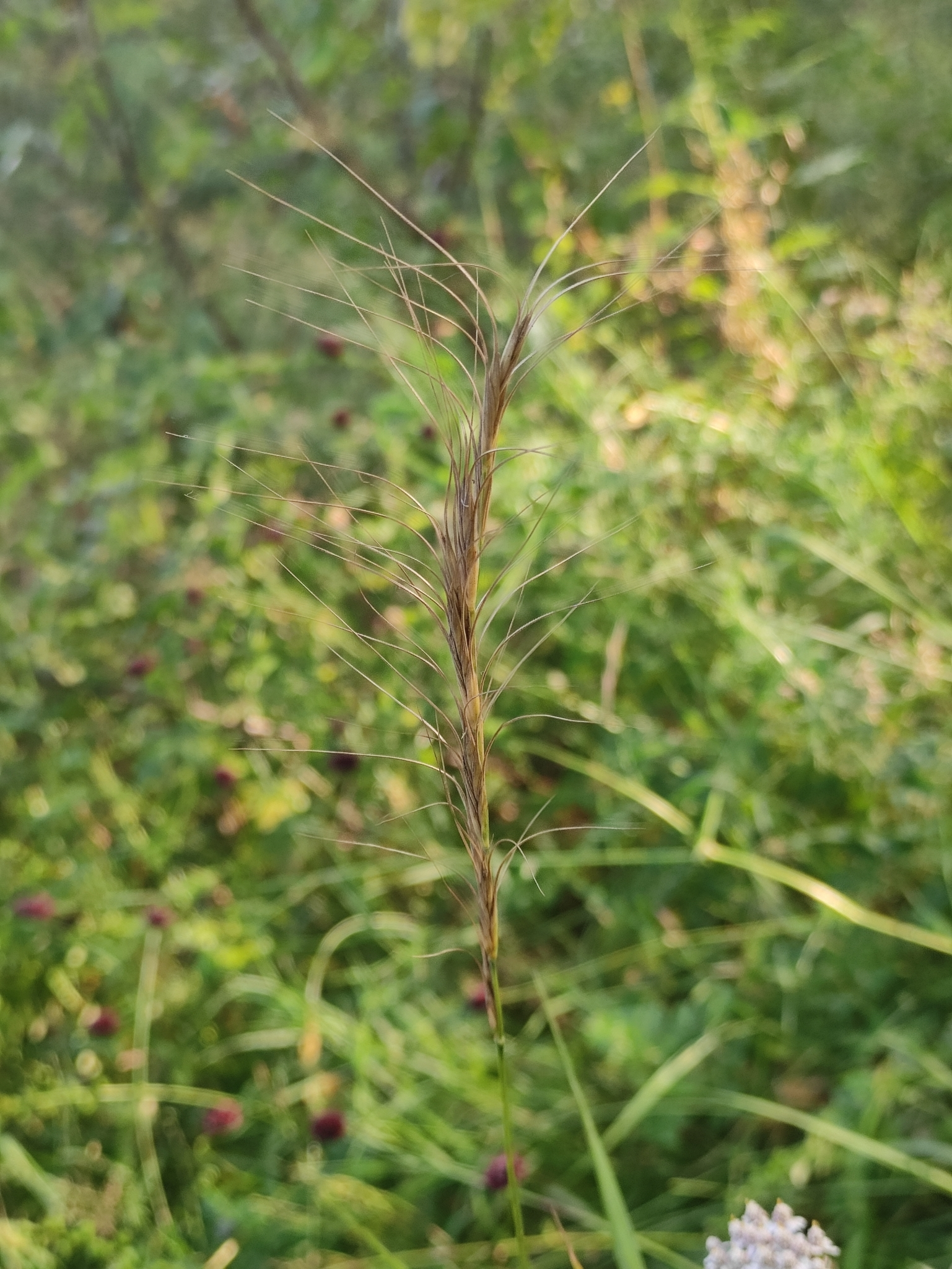
Соцветие

Многолетние травянистые растения. Корневище укороченное с мочковатыми корнями. Стебли прямостоячие, гладкие, 40—90 см высотой и 1,5—2,5 мм толщиной. Листья жестковатые, серовато-зелёные, прикорневые и нижние стеблевые — вдоль сложенные, узкие; верхние и средние стеблевые — обыкновенно плоские, 3—6 мм шириной, на нижней стороне по жилкам шероховатые, на верхней — негусто волосистые, а по краям нередко длинно-реснитчатые. Влагалища гладкие, язычок очень короткий.
Колос линейный, прямой, 7—13 см длиной. Колоски по большей части серовато-фиолетовые, 13—18, реже до 20 мм длиной, 4—5-цветковые, с 1 недоразвитым верхушечным цветком, линейно-ланцетовидные, прижатые к оси соцветия, членики которой по ребрам жёстко-реснитчатые, а на остальной поверхности гладкие, довольно длинные, 6—10, реже до 15 мм длиной. Колосковые чешуйки ланцетовидные, длинно- и тонко-заострённые, 5—7-жилковые, по жилкам остро-шероховатые от мелких шипиков: из них верхняя 5,8—12 (редко до 14) мм длиной и 1,5—2 мм шириной, немного (на 1,5—2 мм) длиннее нижней. Наружная прицветная чешуйка ланцетовидная, 9—10, редко до 12 мм длиной, 5-жилковая, на верхушке и по краевым жилкам остро-шероховатая, постепенно переходящая в длинную, сильно, в более позднюю стадию развития, почти под прямым углом, изогнутую и отклоненную в сторону ость, достигающую 2,5—4,5 см длины, внутренняя прицветная чешуйка тупая, одинаковой длины с наружной, голая, по килям в верхней половине с жесткими почти шиповидными ресничками. Зерновка линейно-продолговатая, плосковатая, с одной стороны выпуклая, с другой полого-желобчатая, около 6 мм длиной и 2 мм шириной. 2n=28.

## Распространение и экология
Азия. Встречается на степных, реже суходольных и повышенных пойменных лугах, на открытых задернованных или каменистых склонах, иногда в негустых лиственничных горных лесах.

## Синонимы
- Agropyron caninum var. gmelinii (Trin.) Pease & A.H.Moore
- Agropyron gmelinii (Trin.) Scribn. & J.G.Sm.
- Agropyron gmelinii var. planifolia Gudoschn.
- Agropyron gmelinii subsp. tenuisetum (Ohwi) T.Koyama
- Agropyron turczaninowii Drobow
- Elymus gmelinii var. macrantherus (Ohwi) S.L.Chen & G.H.Zhu
- Elymus gmelinii var. tenuisetus (Ohwi) Osada
- Elymus gmelinii subsp. tenuisetus (Ohwi) Á.Löve
- Elymus sarymsactensis Kotukhov
- Elymus tarbagataicus Kotukhov
- Elytrigia czindogatuica Kotukhov
- Roegneria gmelinii (Trin.) Kitag.
- Roegneria gmelinii var. macrathera (Ohwi) Kitag.
- Roegneria macrathera (Ohwi) L.B.Cai
- Roegneria turczaninowii (Drobow) Nevski
- Semeiostachys turczaninowii (Drobow) Drobow
- Triticum caninum var. gmelinii Trin.basionym
- Triticum gmelinii (Trin.) Printz
- Triticum rupestre Turcz. ex Ganesh.